# Andreas Stähle
Andreas Stähle (Halle an der Saale, Saxónia-Anhalt, 14 de fevereiro de 1965) é um ex-canoísta alemão especialista em provas de velocidade. 

## Carreira
Foi vencedor da medalha de prata em K-1 500 m em Seul 1988.
Foi vencedor da medalha de bronze em K-4 1000 m em Seul 1988, junto com os seus colegas de equipa Kay Bluhm, André Wohllebe e Hans-Jörg Bliesener.